# Climbgrow
climbgrow（クライムグロー）は、滋賀県出身の日本のロックバンド。バンド名はclimb（登る）とgrow（成長する）を組み合わせた「成り上がり者」という意味の造語。
チバユウスケを彷彿させるような杉野泰誠（vo & gt）のブルージーで嗄れた声、人間味溢れるストレートな感情を綴った歌詞、テクニカルかつ圧倒的な演奏力が特徴のバンド。

## メンバー

### マネージャー
人物
- 滋賀県浜大津にある、"ビーフラット"というライブハウスの元店長で、現マネージャー。
- 過去にはUVERworldも担当したことがある敏腕マネージャー。
- climbgrowを初めて見たとき、UVERworld以来の衝撃を感じたそうで、即ビーフラットの店長をやめclimbgrowのマネージャーになる。
- 娘さんが全国中学生カヌー大会で3冠している。
- バンドマンだった時代があり、ベースがバチバチに弾ける。上裸で頭にバンダナを巻いたスタイルで演奏していた。
- 企画ライブ「Shiga B-Flat × climbgrow presents climbgrow VS vol.4」にて"神田製造50周年記念バンド"として出演。鮪の解体ショーなどを披露。
- climbgrowがレコーディングやツアーの間にプラモデルを作る。パーツを泰誠に破損されたことを根に持っている。
- 車の運転中、タクシーへのヘイトがすごいらしい。
- ポテトを胸に乗っけることができる。
- a flood of circle主催フェスのTシャツを好んでよく着用している。

## 来歴
- 2012年結成。 最初はRADWIMPSをコピーしていた。初めてのオリジナル楽曲は歌詞がない。
- 2014年5月に会場限定盤ミニアルバム「EL-CAMINO」をリリース。
- 2014年8月に10代限定オーディション「閃光ライオット」にて準グランプリ受賞。
- 2015年10月に初の全国流通盤ミニアルバム「Enter Here」をリリース。
- 2016年9月28日より「ぱちんこCR蒼天の拳天帰」挿入歌「BLOOD MONDAY」が配信スタート。
- 2017年7月19日に2ndミニアルバム「EL-DORADO」をリリース。
- 2018年2月7日に3rdミニアルバム「FREEDOM」をリリース。
- 2018年9月5日に4thミニアルバム「CROSS COUNTER」をリリース。
- 2019年5月22日にタワーレコード限定でシングル「ハローグッバイ」をゲリラリリース。CDにはメンバー直筆タイトルとサインが記入してある。
- 2019年10月23日にタワーレコード限定第2弾シングル「THIS IS」をリリース。
- 2020年1月8日にインディーズベストアルバム「EL-RODAR」をリリース。
- 2020年2月11日、田中仁太（B）がバンドを脱退。新メンバーに立澤賢（B）が加入。
- 2020年、Getting Betterより「CULTURE」でメジャーデビュー[1]。当初は5月20日発売予定だったが、新型コロナウイルス流行により9月9日に延期となった。
- 2022年4月1日にライブ会場・配信限定の「NO HALO」をリリース。コロナの為ライブ会場に足を運べない人の為に8月1日からビクターオンラインストアにて数量限定販売開始。
- 2022年11月立澤賢(B)脱退。
- 2023年7月谷川将太朗(B)が加入。

## 動画

### ミュージック：ビデオ
| 公開日     | 監督       | 曲名               | 備考                                                      |
| ---------- | ---------- | ------------------ | --------------------------------------------------------- |
| 2015/09/27 | 山辺真美   | 太陽はまた昇り     | 撮影地：浜松市・中田島砂丘                                |
| 2016/09/01 |            | BLOOD MONDAY       | 「ぱちんこCR蒼天の拳天帰」挿入歌                          |
| 2017/05/26 | 脇坂侑希   | ラスガノ           |                                                           |
| 2017/07/05 |            | 極彩色の夜へ       | 撮影地：横浜大さん橋ホール の屋根                         |
| 2018/01/26 | ミワカナコ | POODLE             |                                                           |
| 2018/08/03 | ミワカナコ | LILY               | 撮影地：ミス大阪                                          |
| 2018/08/28 | 脇坂侑希   | 未来は俺らの手の中 | 撮影地：神栖市・1000人画廊                                |
| 2019/05/22 | masa       | ハローグッバイ     |                                                           |
| 2019/10/23 | 加藤マニ   | THIS IS            | 撮影地：ECO WASH CAFE 東大和店                            |
| 2020/06/17 | ミワカナコ | MONT BLANC         | 撮影地：泰誠の家                                          |
| 2020/08/19 | 加藤マニ   | TIGHT ROPE         | タイアップ：フジテレビ系『Love music』2020年9月度EDテーマ |
| 2020/09/30 | ミワカナコ | ドレスを着て       | 撮影地：琵琶湖、R cafe                                    |
| 2021/09/10 | ミワカナコ | 夢路の果て         | 撮影地：大阪（ヘリポート）                                |
| 2022/03/30 | ミワカナコ | 革命歌             |                                                           |
| 2023/08/31 | ミワカナコ | 瘋癲世界ノ少年少女 |                                                           |
| 2023/09/28 | ミワカナコ | 罪ト罰             |                                                           |
| 2023/10/26 | ミワカナコ | KAEDE              |                                                           |
| 2024/05/06 | ミワカナコ | MARMALADE          |                                                           |
| 2024/05/14 | ミワカナコ | 27                 |                                                           |

### その他
| 公開日     | タイトル                        |
| ---------- | ------------------------------- |
| 2014/03/23 | EL-CAMINO                       |
| 2015/09/01 | 「Enter Here」ダイジェスト      |
| 2017/06/01 | 「EL-DORADO」official trailer   |
| 2018/01/17 | 『FREEDOM』全曲トレーラー       |
| 2018/08/31 | 『CROSS COUNTER』全曲トレーラー |
| 2022/03/25 | 「NO HALO」ダイジェスト         |
| 2024/04/15 | 「LOVE CROWN」DIGEST            |